# Amerikai berkenye
Az amerikai berkenye (Sorbus americana) a rózsafélék családjába tartozó növényfaj.

## Élőhelye
Észak-Amerika keleti része, erdők.

## Jellemzése
Terebélyes 8 m magas lombhullató fa.
Kérge szürke, sima.
Levelei szárnyaltak, 25 cm-esek, 15 keskeny, lándzsás, kihegyesedő, fogazott, 10 cm hosszú, 2,5 cm széles levélkéből összetett.Ősszel sárgára, pirosra színeződnek.
Virágai fehérek, 5 mm-esek, tömött, 20 cm-es bogernyőben tavasz végén, nyár elején nyílnak.
Termése narancsvörös, 5 mm-es almácska, lecsüngő terméscsokorban figyelhetők meg.

## Képek

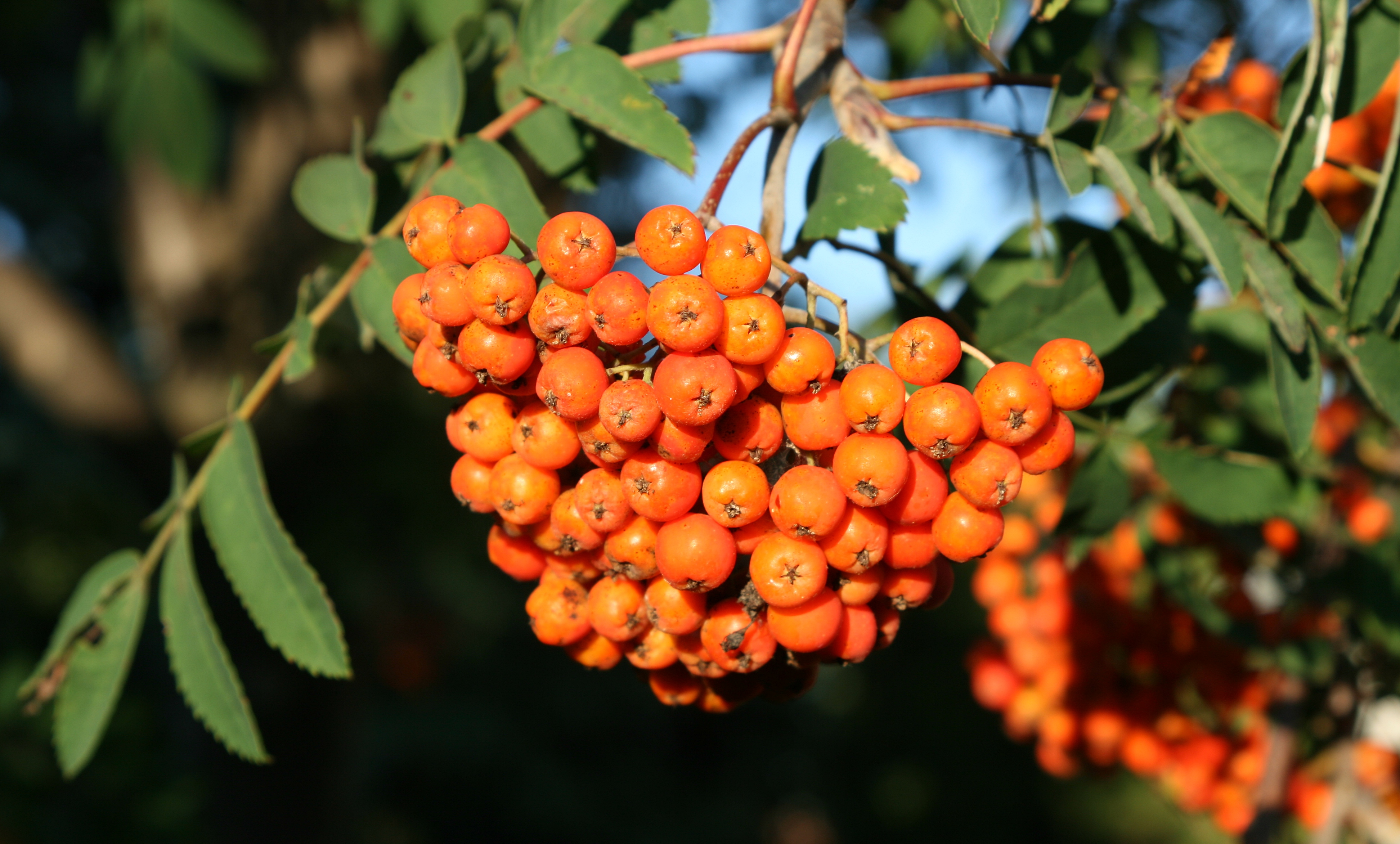
termése
elterjedése